# ホットタイム/A. 〜answer〜
「ホットタイム/A.     〜answer〜」（ホットタイム/アンサー）は、日本の歌手・misonoの5作目のシングル。

## 概要
- 前作「ラブリー♡キャッツアイ」から約3か月ぶりにして、初の両A面シングルであり、アルバム『never+land』からの先行シングルでもある[注 1]。
- 表題2曲目はMTVジャパン『MTV Girls meet Beauty supported by Takano Yuri』のイメージソングに起用された。
- ジャケットの異なるCD+DVD規格とCD規格の2形態で発売され、DVDには表題2曲のビデオクリップが収録された。
- オリコンチャート初登場22位を獲得。5作連続でトップ30入りを果たした。

## 収録曲
| #         | タイトル                         | 作詞      | 作曲      | 編曲           | ストリングスアレンジ | 時間  |
| --------- | -------------------------------- | --------- | --------- | -------------- | -------------------- | ----- |
| 1.        | 「ホットタイム」                 | misono    | 阿部靖広  | 鈴木Daichi秀行 | 弦一徹ストリングス   | 5:06  |
| 2.        | 「A. 〜answer〜」                | misono    | misono    | 村田昭         | 村田昭               | 4:00  |
| 3.        | 「ホットタイム -Instrumental-」  |           | 阿部靖広  | 鈴木Daichi秀行 | 弦一徹ストリングス   | 5:06  |
| 4.        | 「A. 〜answer〜 -Instrumental-」 |           | misono    | 村田昭         | 村田昭               | 3:56  |
| 合計時間: | 合計時間:                        | 合計時間: | 合計時間: | 合計時間:      | 合計時間:            | 18:08 |

### 解説
1. ホットタイム
2. A.     〜answer〜
misonoが作曲も出掛けるのは「ガラスのくつ」以来2度目で、表題曲としては初となった。
3. ホットタイム -Instrumental-
表題1曲目のインストゥルメンタルバージョン。
4. A.     〜answer〜 -Instrumental-
表題2曲目のインストゥルメンタルバージョン。

## 参加ミュージシャン
- misono：Vocal (#1,2)

support musician
- 鈴木Daichi秀行：Programming & Acoustic Guitar & Bass (#1,3)
- 村田昭：Piano (#2,4)
- 西川進：Electric Guitar (全曲)、Acoustic Guitar (#2,4)
- 金森佳朗：Bass (#2,4)
- 村石雅行：Drums (#1,3)
- 小関純匡：Drums (#2,4)
- 杉山卓夫：Piano (#1,3)
- 弦一徹ストリングス：Strings (全曲)

## タイアップ
- MTVジャパンリアリティ番組『MTV Girls meet Beauty supported by Takano Yuri』イメージソング (#2)

## 収録アルバム
- 生 -say- (#1)
- never+land (#2)